# Malaxis talaudensis
Malaxis talaudensis är en orkidéart som först beskrevs av Johannes Jacobus Smith, och fick sitt nu gällande namn av S.Thomas, Schuit. och De Vogel. Malaxis talaudensis ingår i släktet knottblomstersläktet, och familjen orkidéer. Inga underarter finns listade i Catalogue of Life.